# دوري كرة القدم الأمريكية 1951–52
دوري كرة القدم الأمريكية 1951–52 هو موسم من دوري كرة القدم الأمريكية ‏. فاز فيه Uhrik Truckers ‏.